# Nacionalni park Mesa Verde
Nacionalni park Mesa Verde jedan je od 58 nacionalnih parkova Sjedinjenih Američkih Država, smješten na jugozapadnom dijelu američke savezne države Colorada, u okrugu Montezumi, u blizini grada Corteza. Na njegovih 210,9 km², u blizini područja parka poznatog kao „Četiri kuta” (Four Corners), nalaze se brojne veličanstvene ruševine kuća i sela koje su izgradili pripadnici plemena Pueblo Indijanaca od 6. do 12. st. Zbog toga je Nacionalni park Mesa Verde upisan na UNESCO-ov popis mjesta svjetske baštine u Sjevernoj Americi još 1978. godine.

## Povijest
Nastambe u Mesa Verde su djelo predaka današnjih Pueblo Indijanaca koje su Navajo Indijanci zvali Anasazi, što znači „stari narodi” ili „stari neprijatelji”. 
Oni su veći dio 12. i 13. stoljeća živjeli u nastambama na liticama stijena na prostorima današnjeg Novog Meksika, Arizone i jugozapadnog Colorada. Odabirali su ova mjesta zbog zaštite od poluaridne klime s neredovitim padalinama i velikim temperaturnim razlikama noći i dana. Prva naselja iz 6. stoljeća su bila ukopavana sela na samoj visoravni i u njima su pronađene tkanine od vlakana biljke juke koja je osnovna sirovina za predmete cijele Anasazi kulture od 6. do 14. st. Od 750. do 1100. godine počeli su stvarati naselja na liticama klanaca i podzemne zemunice (tzv. kive). Kultura je doživjela vrhunac u 12. i 13. st., a potom je iznenada nestala. Još uvijek nije poznat razlog njihovog naglog nestanka, a pretpostavke se kreću od propadanja usjeva zbog suše, do upada drugih indijanskih plemena sa sjevera.
Iako su prvi španjolski istraživači stigli u ovo područje još u 18. stoljeću, po svemu sudeći do pravog otkrića nastambi uklesanih u stijene došlo je tek u drugoj polovini 19. stoljeća. Vijesti o otkriću ovih nastambi i njihova popularnost su se brzo počeli širiti zahvaljujući rančerima ranča Richarda Wetherilla i iskapanjima arheologa Gustafa Nordenskiölda. Zbog vandalizma i oštećivanja ovog bogatog povijesnog nalazišta, predsjednik Theodore Roosevelt je, u svrhu zaštite područja, 28. lipnja 1906. godine potpisao akt o osnutku nacionalnog parka.

### Španjolski istraživači
Prvi Europljani koji su stigli do Mesa Verde bili su španjolski istraživači koji su tražili prolaz od grada Santa Fe do Kalifornije 1760-ih i 1770-ih. Područje su, zbog velikih zaravni prekrivenih zelenilom, nazvali Mesa Verde, što je na španjolskom značilo Zeleni stol. Tijekom svojih putovanja nikad nisu bili dovoljno blizu, niti su bili u mogućnosti ugledati drevna kamena sela i nastambe uklesane u stijene, pa će oni biti otkriveni tek u sljedećem stoljeću.

### Prve fotografije
U ovo područje su povremeno dolazili i traperi te tragači za zlatom, od koji je jedan od tragača zlata John Moss 1873. godine objavio prva zapažanja o ovom području. Sljedeće godine s Johnom Mossom je, kroz kanjon Mancos, u podnožje Mesa Verde stigao poznati fotograf William Henry Jackson koji je izradio prve fotografije tipičnih kamenih nastambi i objavio ih.

### Gustaf Nordenskiöld
Vjerojatno najvažniji posjetitelj područja 1891. godine je bio Gustaf Nordenskiöld, sin finsko-švedskog polarnog istraživača Adolfa Erika Nordenskiölda. Po struci mineralog, Gustaf je prikupio zbirku artefakta, označio mjesta, opsežno ih fotografirao, skicirao sve lokacije i objedinio svoja zapažanja s postojećom arheološkom literaturom.
Nakon što je mjesna zajednica doznala da Gustaf Nordenskiöld ima namjeru brodovima artefakte prebaciti u muzej na sjeveru Europe, uhitili su ga pod optužbom za razaranje ruševina. Čak su kružile glasine o linčovanju, ali je zahvaljujući intervenciji nekolicine vladinih tajnika oslobođen optužbi i pušten na slobodu.
Po povratku u Švedsku Nordenskiöld je 1893. godine objavio prvi znanstveni studij o ruševinama Mesa Verde pod nazivom The Cliff Dwellers of the Mesa Verde ((hrv.) Stanovnici stjenovite Mesa Verde), zahvaljujući kojem je ovo područje dospjelo do šire međunarodne javnosti. Danas je Nordenskiöldova zbirka artefakata finskom Narodnom muzeju najveća izvan Sjedinjenih Američkih Država. Bivši ravnatelj nacionalnog parka Mesa Verde Robert Heyder o Nordenskiöldovom doprinosu očuvanju parka je izjavio:

## Odlike
Nadmorska visina nacionalnog parka i cijele visoravni Mesa Verde (šp. za „Zelena ploča”, tj. „zelena visoravan”) je u rasponu od oko 1.900 m do 2.600 m. Većim dijelom parka dominiraju grebeni i doline grubo se pružajući prema sjeveru i jugu. Krajnja točka parka je 21,2 km daleko od krajnje južne, dok je krajnja zapadna 19,2 km udaljena od krajnje istočne. 

### Kuće u plitkim pećinama
Građevne strukture Mesa Verde dokaz su akumuliranog znanja i vještina koje su se stoljećima prenosile generacijama civilizacije Anasazi. Vrhunce svojih dosega ostvarili su u 12. i 13. stoljeću, kada su sagrađene danas najpoznatije građevine na liticama. Zidali su obrađenim pješčenjakom, tvrđim kamenom oblikovanim do veličine štruce kruha. Kao žbuku između ciglā stavljali su glinu razmočenu vodom. Tim su materijalom gradili prostorije veličine do 6 četvornih metara. U potkrovljima su skladištili žitarice i druge plodine, dok su kive - ceremonijalne prostorije - gradili ispred soba, ali ukopane u zemlju, nešto poput današnjih podruma. Kiva je bila vrhunski dizajnirana prostorija okruglog oblika s prostorom za vatru zimi te s dovodom hladnog zraka za klimatizaciju ljeti. U zidane konstrukcije stavljali su i lokalno posječena stabla, što današnjim arheolozima pomaže u preciznom datiranju nastanka pojedine građevine metodom dendrokronologije. Ta stabla pridonose i teoriji o mogućem konačnom slomu ondašnjeg društva. Nakon što su, tijekom nekoliko stoljeća, šume do kraja srušene, a njihova obnova zbog sušne klime traje i po 200 godina, nije proteklo puno vremena do konačnog urušavanja civilizacije, koja se, na svojem vrhuncu osjećala "nepobjedivom". 90 % sagrađenih naseobina ispod stijena ima do deset prostorija. ⅓ od ukupnog broja sagrađenih kuća ima jednu ili dvije kamene prostorije, ali jedna od njih je svakako kiva. Samo četiri najpoznatije naseobine imaju nešto veći broj soba, a to su Cliff Palace (hrv. "Palača litice") broji 150 soba i prstorija za plodine, Long House (hrv. "Duga kuća") broji jednak broj soba, Spruce Tree House (hrv. "Kuća smrekovine") sa 130 soba i Balcony House (hrv. "Kuća balkona") s 45 soba i 2 kive. 
Najslavnija zdanja NP Mesa Verde su:
- „Palača litice” (Cliff Pallace) je najpoznatija i najveća nastamba u kojoj se nalazi 150 soba, 23 prostorije namijenjene vjerskim ritualima te brojni prolazi i tuneli. Mnoge prostorije su imale šarene zidne slike.[5]
- „Duga kuća” (Long House) je drugo zdanje po veličini u kojemu je živjelo oko 150 obitelji u nestabilnim sobama koje su se mogle proširiti rušenjem jednog od zidova. Nalazi se u prostoru Wetherill Mesa, u blizini potoka do kojega su vodile vijugave uklesane stube.
- „Kuća vrč” (Mug House) je još jedna ruševina na prostoru Wetherill Mesa koju je iskopao arheolog Arthur Rohn 1960-ih. Zdanje ima 94 sobe na četiri razine, uključujući i veliku prostoriju za vjerske obrede.[5]
- „Kuća smrekovine” (Spruce Tree House) se nalazi na predjelu Chapin Mesa. Ova nastamba je lako dostupna i dobro očuvana, a u njenom sastavu je prostorija za vjerske obrede s obnovljenim krovom. Iskapanja su ukazala da je ova nastamba, kao i mnoge druge u Mesa Verdeu, vjerojatno bila nastanjena manje od sto godina.[5]
- „Kuća kvadratičnog tornja” (Square Tower House) je nazvana je po svom visokom tornju, koji je najviša građevina u Mesa Verdeu. Bila je nastanjena između 1200. i 1300. godine.
- „Kuća balkona” (Balcony House) nema vanjskih dijelova osim balkona 45 soba i 2 kive, do kojih se dolazi 11 m visokim stubištem i puzanjem kroz 6 m dug tunel. Prema nekim zapisima ovu je nastambu 1884. otkrio kopač S. E. Osborn, a 1910. godine ju je iskopao Jesse Nusbaum.[6]

## Ostali projekti
|  | Zajednički poslužitelj ima stranicu o temi Nacionalni park Mesa Verde    |
|  | Zajednički poslužitelj ima još gradiva o temi Nacionalni park Mesa Verde |